# نابویوکی ساکاکیبارا
نابویوکی ساکاکیبارا (انگلیسی: Nobuyuki Sakakibara؛ زادهٔ ۱۸ نوامبر ۱۹۶۳) کارآفرین و اهالی کسب‌وکار اهل ژاپن است، که در سال ۱۹۹۷ شرکت پراید فایتینگ چمپیونشیپس را تأسیس کرد.